# Castello dei Vallaise
Il castello dei Vallaise (pron. fr. AFI: [valɛz] - in francese, Château des Vallaise; in patois perlois, Ohtal) è il più antico dei castelli presenti nel comune di Perloz, in Valle d'Aosta. Sorge al centro del capoluogo a dominare la Valle del Lys.

## Toponimo
In patois perlois, questo castello è chiamato Ohtàl, termine che deriva dall'antico francese ostel, e a sua volta dal latino hospitalis. Questo termine ha dato il francese moderno hôtel.

## Storia
La presenza di una sala domini nel capoluogo di Perloz è già attestata in un documento del 1195. Il castello dei Vallaise, come il vicino castello Charles, appartenne all'antica famiglia valdostana dei Vallaise, che possedeva varie terre tra Perloz, Fontainemore e Lillianes, e anche il castello inferiore di Arnad. La famiglia, che aveva come centro di potere Perloz, prese il nome proprio dal torrente della zona: il Lys un tempo era chiamato Hellex in latino, e i signori delle terre del Lys erano i signori delle Vallis Hellesii, da cui Vallaise.
Abbiamo poche informazioni sul castello e la vita quotidiana dei castellani nel medioevo.
Probabilmente tra la fine del XIV e i primi del XV secolo si sono svolti alcuni interventi architettonici.
Il 30 giugno 1944, durante un rastrellamento, il castello e un centinaio di case del paese vennero incendiate dai nazi-fascisti.
Oggi ciò che restava del borgo, e il castello con esso, è stato ristrutturato.

## Architettura
Il castello si presenta come un edificio massiccio di quattro piani di cui restano i soli muri perimetrali.
Il complesso è stato ripreso e rimaneggiato in momenti successivi, anche con campagne di restauro decise, come dimostrano varie tracce nel muro perimetrale.

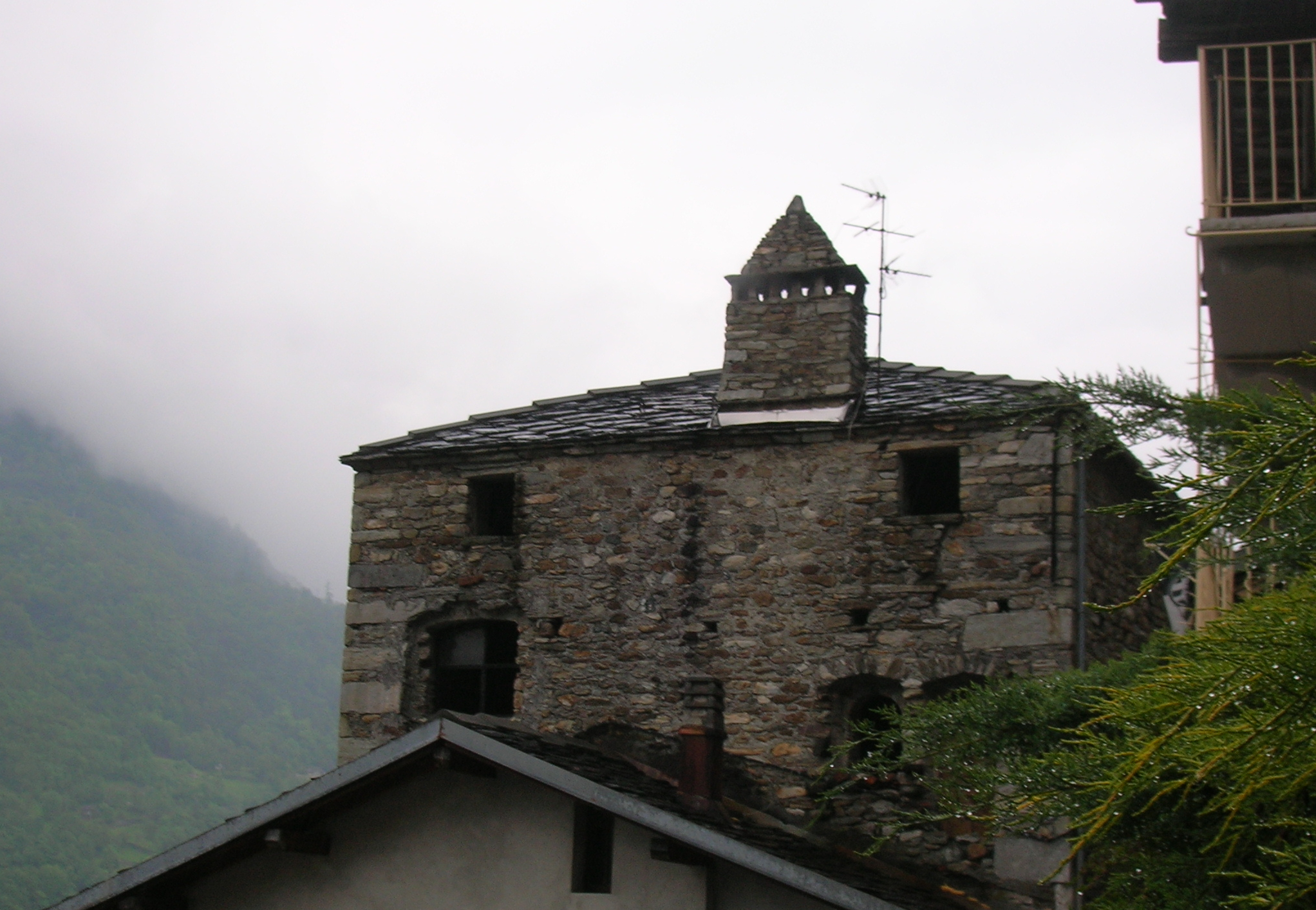
Dettaglio di muro perimetrale laterale.

Ad esempio, una finestra a crociera decorata con le insegne dei Vallaise e degli Challant e risalente a poco prima del 1477, realizzata per la celebrazione del matrimonio tra Pietro Vallaise de la Côte e Antonia, figlia di Guglielmo di Challant - Villarsel, venne asportata nei secoli scorsi dal castello dei Vallaise e rimontata sulla facciata del castello Charles, dove si trova tuttora.
La facciata a valle che sovrasta chi giunge in paese dalla strada principale è imponente: di 16 m di larghezza e alta 15 m, oggi si presenta come facciata principale, ma in origine essa era la facciata posteriore del castello, quella rivolta a valle. Su di essa fanno bella mostra varie finestre realizzate in pietra lavorata, di diverse forme: la bifora ad arco a tutto sesto si affianca a quella trilobata e alle finestre a crociera.
Il tetto è stato ricostruito nel Novecento a seguito delle devastazioni della seconda guerra mondiale, durante le quali sono andati perduti sia gli arredi interni che i vari piani, costruiti in legno.

### Gli interni
Com'era consuetudine, all'interno delle mura si trovava un pozzo per l'approvvigionamento dell'acqua. Degli interni non resta nulla, devastati dall'incendio: si conservano solo i resti di due camini monumentali, uno dei quali è in discrete condizioni ed è adornato dallo stemma dei Vallaise.